# Pfarrkirche Damtschach

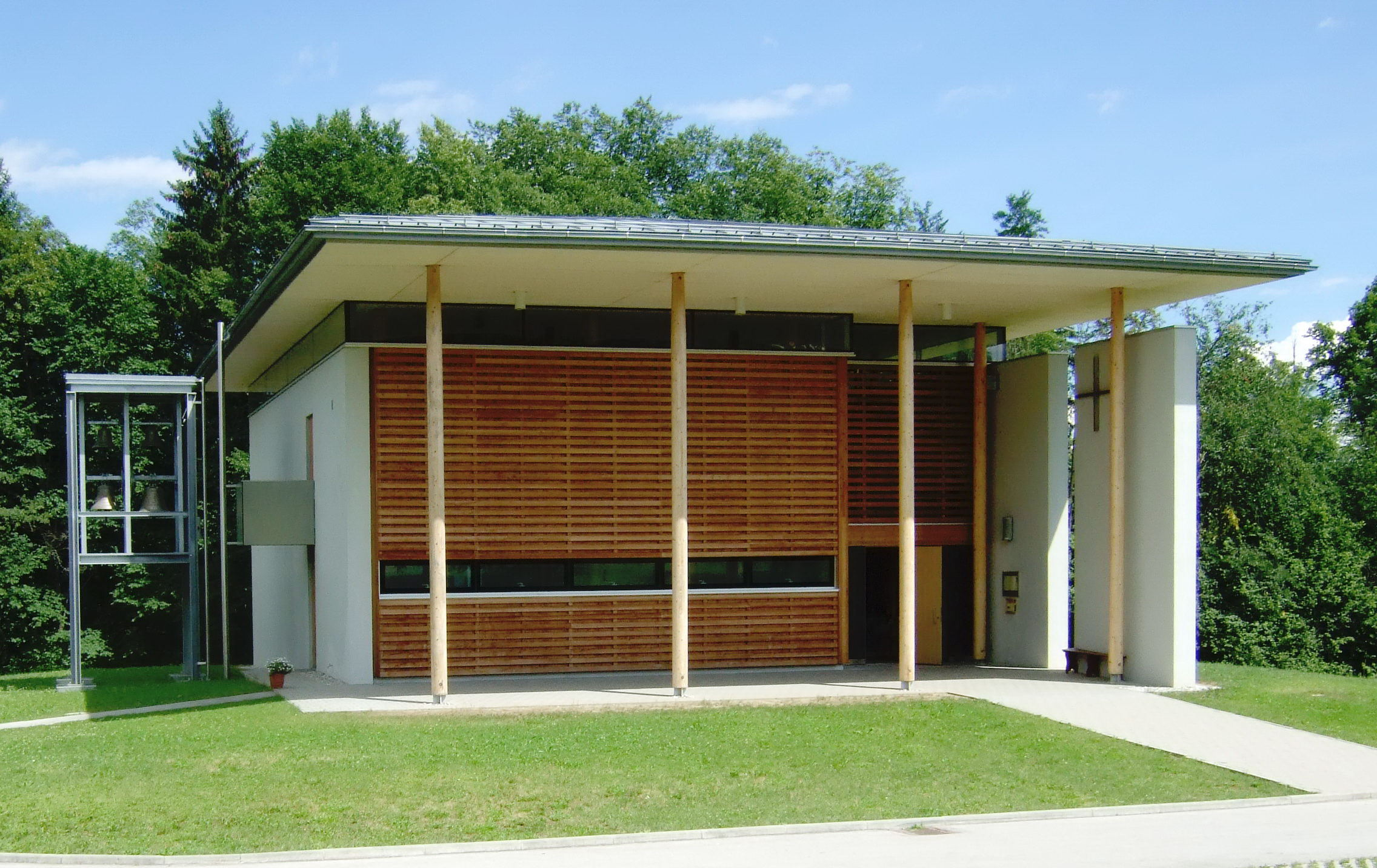
Katholische Pfarrkirche Auferstehung Christi in Damtschach

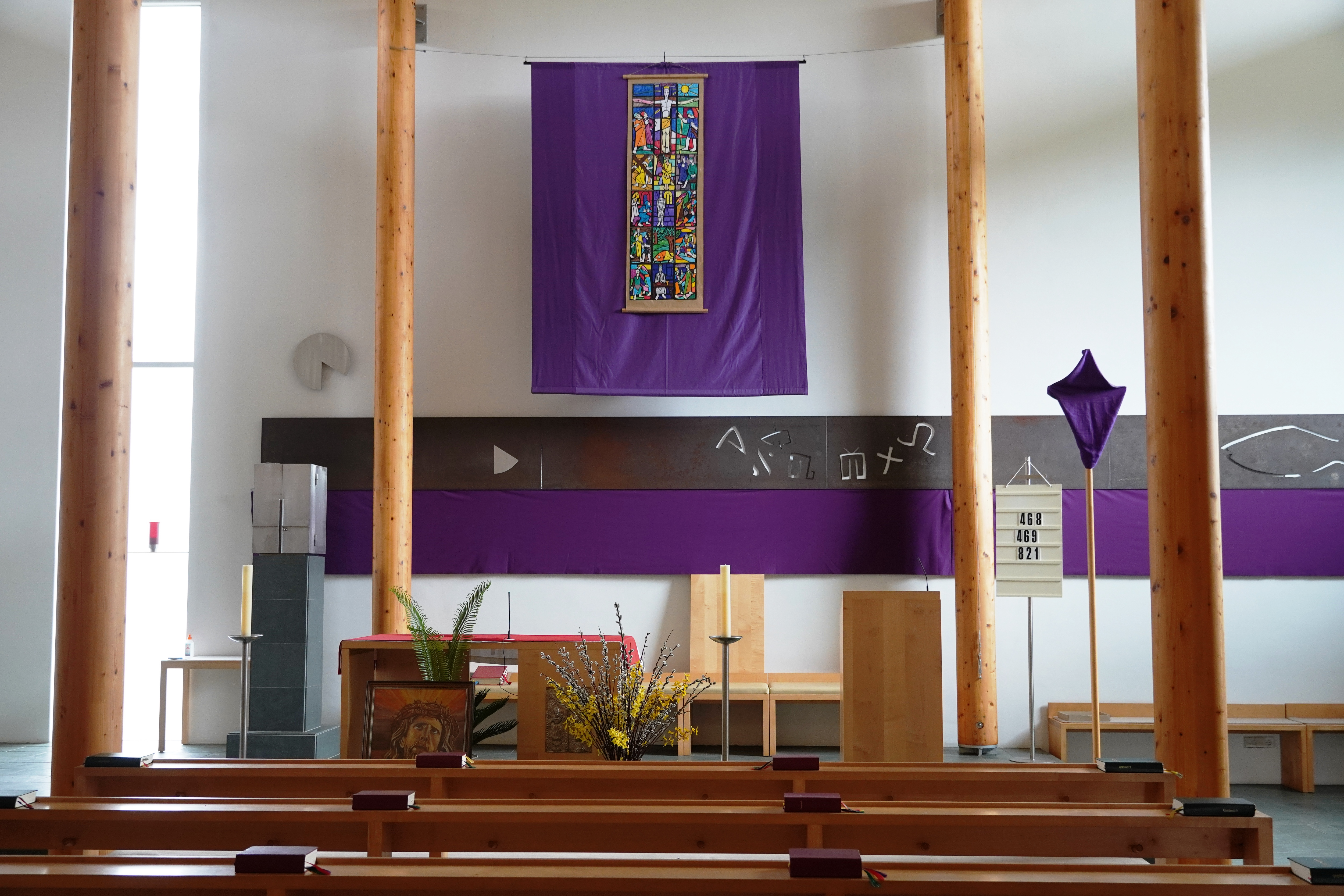
Altarraum Kath. Pfarrkirche Damtschach

Die Pfarrkirche Damtschach steht in Damtschach in der Gemeinde Wernberg im Bezirk Villach-Land in Kärnten. Die der Auferstehung Christi geweihte römisch-katholische Pfarrkirche gehört zum Dekanat Rosegg/Rožek in der Diözese Gurk-Klagenfurt.

## Geschichte
In Damtschach zwischen Ossiacher See und Wörthersee leben circa 150 Einwohner. Bis 2003 wurden die Gottesdienste in der Schlosskapelle Damtschach gehalten. 1995 wurde der Architekt Gernot Kulterer mit einem Gutachterverfahren beauftragt. Der Kirchenneubau wurde 2001 begonnen und am 4. Mai 2003 vom Diözesanbischof Egon Kapellari eingeweiht.

## Architektur
Der Haupteingang der Kirche mit einem überdeckten Vorplatz ist bei der Südwestecke, der Altarbereich mit Tabernakel liegt diagonal gegenüber. Drei glatte Leichtbetonwände in weiß und ein quasi hineingestelltes Holzhaus mit den Nebenräumen und einer darüberliegenden gestuften Empore bilden das Kircheninnere, über dem ein weit ausladender Dachbaldachin auf 20 Holzsäulen schwebt. Das Eingangsportal ist grau lasiert, es folgt ein Windfang, der Kirchenraum ist rechteckig, mit 12 Holzsäulen in drei Bereiche gegliedert, über allem die hölzerne Flachdecke aus weiß lasierten Fichtenholzpaneelen.

## Ausstattung
Im mittigen Kirchenbereich sind zwei Kirchenbankblöcke angeordnet. Neben dem Altarpodest mit Altar, Ambo und Tabernakel wurde eine Raumzone mit Taufbecken situiert. Eine freistehende Treppe bei der Südwand führt zur quer gelagerten und tribünenartigen Orgelempore.
Im Hintereinander folgt dem überdachten Vorplatz der Eingang mit der Zone der Nebenräume, dann der Kirchenraum der Gemeinde und im Schluss die liturgischen Orte mit dem Taufbereich.
Der Künstler Karl Vouk gestaltete den Kircheninnenraum im Thema der Emmausjünger mit dem Auferstandenen. In ein Fries aus unbehandeltem Stahl schnitt Vouk einfache Zeichen mit christlicher Symbolik und zeigt den Leib Christi, das geteilte Brot, mit einer segmentierten Scheibe über dem Fries.